# Ривз, Николас
Карл Николас Ривз (род. 28 сентября 1956) — английский египтолог, специализирующийся на амарнском периоде и Долине царей. Автор многих книг по египтологии.

## Биография
Ривз — единственный ребёнок фотографа Артура Реймонда Ривза и Элизабет Ривз.
В 1975 году Ривз начал изучать историю древнего мира в Университетском колледже Лондона, который окончил со степенью бакалавра искусств в 1978 году. В 1980 году он стал аспирантом в Даремском университете, а в 1984 получил докторскую степень по египтологии. В 1978 году Ривз по программе Douglas Murray Scholarship in Egyptian Archeology отправился на раскопки в египетской гробнице KV55 в Долине царей. В 1979—1980 годах по программе Flinders Petrie Scholarship in Egyptian Archeology проводил исследовательские работы в Амарне, а в 1983 году благодаря премии от Оксфордского университета — в гробнице Тутанхамона.
В 1984—1991 года занимал должность куратора Египетского отдела в Британском музее. Также в 1988—1998 годах был куратором Египетской коллекции в Замке Хайклер, Хэмпшир, а также советником Египетского отдела в лондонском Музее Фрейда. В 2000—2010 годах он заведовал античной коллекцией Итонского колледжа. В 2010—2011 годах Ривз был научным сотрудником в Нью-Йоркском Метрополитен-музее, затем там же до 2014 года занимал должность куратора (Lila Acheson Wallace Associate Curator of Egyptian Art) в египетском отделе. С осени 2014 года почётный преподаватель по антропологии и старший экспедиционный египтолог в Аризонском университете.
С 1994 года Ривз является членом Society of Antiquaries of London. В 1998—2002 руководил Амарна Royal Tombs Projects (ARTP) в Долине царей.

### Сопутствующая деятельность
Николас Ривз в 1988 году писал для Daily Telegraph на темы археологии. С 2000 года он был редактором серии книг Duckworth Egyptology Series, переименованной позже в Bloomsbury Academic издательством Bloomsbury Publishing. В рамках серии среди прочих переизданий вышла работа Теодора М. Дэвиса «The Tomb of Hatshopsîtû, The Tomb of Queen Tiyi» или «Tomb of The Harmhabi and Touatânkhamanou» с предисловием Ривза. В 2014 году вышли переизданные три тома «The Tomb of Tutankhamun» Говарда Картера.
Николас Ривз выступает в качестве консультанта и эксперта в научно-документальных телефильмах.

### Запрет на раскопки
С 2002 Ривзу запрещены раскопки в Египте из-за подозрений в причастности к контрабанде артефактов. Спустя три года разбирательств после обвинений Верховного совета древностей Египта и его руководителя Захи Хавасса 7 августа 2005 года репутация археолога восстановлена.
В 2015 году после георадарного сканирования гробницы японскими специалистами он заявил, что за северной стеной погребальной камеры гробницы Тутанхамона (KV62) находится потайная комната с останками царицы Нефертити. Однако последующие исследования Национального географического общества (National Geographic Society) и команды итальянских учёных под руководством физика Франко Порчелли из Туринского политехнического университета доказали отсутствие скрытых внутренних или прилегающих к гробнице Тутанхамона помещений, о чём 6 мая 2018 года официально сообщил министр древностей Египта Халед аль-Анани.

## Основные публикации
Основные работы Николаса Ривза:
- Durham E-Thesis: Studies in the archaeology of the Valley of the Kings: with particular reference to tomb robbery and the caching of the royal mummies.  1984.
- Durham E-Thesis: Notes to text. Studies in the archaeology of the Valley of the Kings.  1984.
- Tutankhamun. Pocket guide. Лондон, 1987.
- Ancient Egypt at Highclere Castle. Lord Carnarvon and the search for Tutankhamun.  Newbury 1989.
- The tomb of Queen Tîyi. Сан-Франциско, 1990.
- The complete Tutankhamun. The king, the tomb, the royal treasure.  Лондон, 1990.
- Valley of the Kings. The decline of a royal necropolis.  Лондон, 1990.
- Into the mummy’s tomb. The real-life discovery of Tutankhamun’s treasures.  Toronto, Ont, 1992.
- в соавторстве с John H. Taylor: Howard Carter before Tutankhamun. Лондон: British Museum Press, 1992.
- After Tutankhamun. Research and excavation in the royal necropolis at Thebes.  Лондон, 1992.
- в соавторстве с Stephen Spurr и Stephen Quirke: Egyptian art at Eton College. Selections from the Myers Museum. Нью-Йорк, 1999.
- Ancient Egypt: the great discoveries: a year-by-year chronicle. London: Thames & Hudson, 2000. ISBN 9780500051054.
- Tutankhamun’s tomb. Лондон, 2005.